# John Hart (entrenador)
John Bernard Hart (Auckland, ? de 1946) es un contador público, empresario y exentrenador neozelandés de rugby. Estuvo al frente de los All Blacks de 1995 a 1999.

## Carrera
Recibido de la Universidad de Auckland, fue nombrado entrenador de Auckland para la temporada inaugural de la Mitre 10 Cup en 1982. Estuvo al frente del equipo por cinco temporadas hasta 1986, ganó tres veces el campeonato y obtuvo 61 defensas exitosas del Escudo Ranfurly; actual récord vigente.
En septiembre de 2018 Hart fue nombrado Director de los Blues, franquicia del Super Rugby.

## Selección nacional
En 1985 Brian Lochore asumió como entrenador de los All Blacks y nombró como asistentes a Hart y a Alex Wyllie. El cuerpo técnico se negó a realizar una gira por la Sudáfrica del apartheid en 1986 (finalmente fueron los New Zealand Cavaliers) y un año después se consagró campeón del Mundo en Nueva Zelanda 1987.
En 1988 Lochore renunció y la NZR nombró a Wyllie como sucesor, mientras Hart permaneció como asistente. Ambas personalidades se detestaban: mantenían una rivalidad sobre el estilo de juego del equipo que llevaba a fuertes discusiones entre ambos y generaba polémica por la afectación del equipo, su mala relación era conocida en toda Nueva Zelanda, por lo que el fracaso en Inglaterra 1991 dejó mal parado a Wyllie y Hart perdió con Laurie Mains sus deseos de ser el entrenador en jefe.

### Entrenador
Luego de 10 años como asistente de Lochore, Wyllie y Mains, finalmente Hart asumió como entrenador del seleccionado cuando Mains renunció luego de los test matches de fin de año 1995; producto de la asombrosa derrota en la final de Sudáfrica 1995. Hart se convirtió así en el primer entrenador de los All Blacks en la era profesional.

### Participaciones en Copas del Mundo
A Gales 1999 los de negro llegaron siendo favoritos como en todos los torneos. El equipo ganó su grupo con todas victorias y en la fase final venció al XV del Cardo en los cuartos de final, anotando cuatro tries.
Pero en semifinales sorprendentemente cayó ante Les Bleus de su rival Jean-Claude Skrela, tras un try de Philippe Bernat-Salles y una memorable actuación de Christophe Lamaison. En el partido por el tercer puesto los neozelandeses se enfrentaron a los Springboks de Nick Mallett y nuevamente resultaron derrotados, Hart anunció su renuncia en la conferencia de prensa posterior.
| Mundial                       | Sede  | Resultado     | PJ | PG | PP | +/-Pts |
| ----------------------------- | ----- | ------------- | -- | -- | -- | ------ |
| Copa Mundial de Rugby de 1999 | Gales | Cuarto puesto | 6  | 4  | 2  |        |

## Palmarés
- Campeón de The Rugby Championship de 1996, 1997 y 1999.
- Campeón de la Mitre 10 Cup de 1982, 1984 y 1985.